# Nevin Birsa
Nevin Birsa, slovenski pesnik, * 25. avgust 1947, Branik, † 1. oktober 2003, Branik (Rihemberk). 
Birsa je študiral slovenistiko na Pedagoški akademiji v Ljubljani. Po študiju je postal svoboden književnik. Pesmi je objavljal v revijalnem tisku in samostojnih zbirkah.
Birsa je bil pesnik modernistične smeri z motivi o smislu življenja, vlogi pesništva in dogajanju v naravi. Njegovo bogato pesniško ustvarjanje se izraža v nadrealistični tehniki s snovmi, ki so zajete iz pesnikove privezanosti na rojstni kraj, iz njegovih ljubezenskih doživetij in iz preoblikovanja sanjskih podob. V pesmih se pojavljajo tudi izvirni motivi  vesolja in sodobnega sveta, ki ga obvladuje tehnika. Do sedaj je bilo izdanih štirinajst njegovih zbirk.

## Pesniške zbirke
- Elektronke v očeh (1970) (COBISS)
- Stekleni vihar (1973) (COBISS)
- Jelen cvete med debli (1975) (COBISS)
- Nove ljubezenske pesmi (1979) (COBISS)
- Poskus maga (1987) (COBISS)
- Kdo ima žareči ključ (1990) (COBISS)
- Prva svetloba (1992) (COBISS)
- Samotni napis mavrice (1994) (COBISS)
- Skat širokega jutra (1996) (COBISS)
- Kresnice in pesnik (1997) (COBISS)
- Boj za rdeče bleščanje (2001) (COBISS)
- Skice krvi in zvezd (2001) (COBISS)
- Modrijan ali klovn (2003) (COBISS)
- To pomlad sem odšel v neznano (2004) (COBISS)